# Co-Ed Confidential
Co-Ed Confidential ist eine amerikanische Serie von MRG Entertainment für Cinemax produziert und Teil der Max-After-Dark-Reihe. Die Serie ist ein inoffizielles Remake von National Lampoon’s Animal House aus dem Jahr 1978 und enthält hauptsächlich simulierte Sexszenen.

## Handlung
Das für Sex-Partys berüchtigte Verbindungshaus Omega House wird unter der Aufsicht einer Doktorandin Ophelia und ihres Freundes James zu einer gemeinsamen Residenz für die vier Erstsemester-Studenten Larry, Karen, Lisa und Jose. Hier erleben sie die wildesten erotischsten Abenteuer. Dabei kommt es auch zu Ausflügen in Strip-Bars und nach jedem Semesterwechsel, wechselt auch ein Teil Bewohner.

## Hintergrund
Die Serie ist Teil der Max-After-Dark-Reihe von Cinemax.
2014 kamen einige Schauspieler der Serie für eine Reunion zusammen.

## Kritiken
Die Serie wurde auf IMDb gut bewertet und viele haben die Softcore-Show für witzige Skripte und Dialoge gelobt. Die Folgen sind eine Mischung aus Comedy und Softcore, was in dieser Form und in diesem Genre erstmals zu sehen war.
Brian Lowry von der Zeitschrift Variety lobte die: „fortlaufenden Handlungsstränge“ sodass die Akteure zumindest „in der ersten Staffel direkt zur Sache kamen.“

## Episodenliste

### Staffel 1
Die erste Staffel umfasst 13 Folgen und wurde im US-amerikanischen Fernsehen vom 2. November 2007 bis zum 25. Januar 2008 auf Cinemax ausgestrahlt.
| Folge | Titel               | Sendedatum    | Regie          |
| ----- | ------------------- | ------------- | -------------- |
| 1     | The First Time      | 2. Nov. 2007  | Demitri Nessun |
| 2     | What a Rush         | 9. Nov. 2007  | Demitri Nessun |
| 3     | Of Co-ed Bondage    | 17. Nov. 2007 | Demitri Nessun |
| 4     | Breaking Up         | 24. Nov. 2007 | Demitri Nessun |
| 5     | Clothing Optional   | 30. Nov. 2007 | Demitri Nessun |
| 6     | I Never             | 7. Dez. 2007  | Demitri Nessun |
| 7     | Blind Date          | 15. Dez. 2007 | Demitri Nessun |
| 8     | The Intervention    | 21. Dez. 2007 | Demitri Nessun |
| 9     | The Climax Killer   | 28. Dez. 2007 | Demitri Nessun |
| 10    | When Virgins Attack | 4. Jan. 2008  | Demitri Nessun |
| 11    | I Don't             | 11. Jan. 2008 | Demitri Nessun |
| 12    | Butt Naked          | 18. Jan. 2008 | Demitri Nessun |
| 13    | Happy Endings       | 25. Jan. 2008 | Demitri Nessun |

### Staffel 2
Die zweite Staffel umfasst 13 Folgen und wurde im US-amerikanischen Fernsehen vom 12. Juni bis zum 5. September 2008 auf Cinemax ausgestrahlt.
| Folge | Titel              | Sendedatum    | Regie        |
| ----- | ------------------ | ------------- | ------------ |
| 1     | Welcome Back       | 12. Juni 2008 | Roy Krugrant |
| 2     | Undecided          | 15. Juni 2008 | Roy Krugrant |
| 3     | French Style       | 27. Juni 2008 | Roy Krugrant |
| 4     | The Hunt Is On     | 4. Juli 2008  | Roy Krugrant |
| 5     | Rolling Royce      | 11. Juli 2008 | Roy Krugrant |
| 6     | Star Whores        | 18. Juli 2008 | Roy Krugrant |
| 7     | The Truth Will Out | 25. Juli 2008 | Roy Krugrant |
| 8     | Educating Larry    | 1. Aug. 2008  | Roy Krugrant |
| 9     | Splitsville        | 8. Aug. 2008  | Roy Krugrant |
| 10    | Forget to Remember | 15. Aug. 2008 | Roy Krugrant |
| 11    | The Bachelor Party | 22. Aug. 2008 | Roy Krugrant |
| 12    | Cold Feet          | 29. Aug. 2008 | Roy Krugrant |
| 13    | I Do, Do I?        | 5. Sep. 2008  | Roy Krugrant |

### Staffel 3
Die dritte Staffel umfasst 13 Folgen und wurde im US-amerikanischen Fernsehen vom 3. April bis zum 26. Juni 2009 auf Cinemax ausgestrahlt.
| Folge | Titel                                               | Sendedatum    | Regie |
| ----- | --------------------------------------------------- | ------------- | ----- |
| 1     | Spring Break 01: Fact vs. Fiction                   | 3. Apr. 2009  |       |
| 2     | Spring Break 02: Spring Break Up                    | 10. Apr. 2009 |       |
| 3     | Spring Break 03: Girls Gone Mild                    | 17. Apr. 2009 |       |
| 4     | Spring Break 04: The Smartest Dumb Guy in the World | 24. Apr. 2009 |       |
| 5     | Spring Break 05: The Power of Suggestion            | 1. Mai 2009   |       |
| 6     | Spring Break 06: An Ill Wind Blows                  | 8. Mai 2009   |       |
| 7     | Spring Break 07: The Wet and the Wild               | 15. Mai 2009  |       |
| 8     | Spring Break 08: Three Days of the Cougar           | 22. Mai 2009  |       |
| 9     | Spring Break 09: Riding the Air Waves               | 29. Mai 2009  |       |
| 10    | Spring Break 10: Got Balls                          | 5. Juni 2009  |       |
| 11    | Spring Break 11: Blast from the Past                | 12. Juni 2009 |       |
| 12    | Spring Break 12: Let the Games Begin                | 19. Juni 2009 |       |
| 13    | Spring Break 13: It Ain’t Over Til It’s Over        | 26. Juni 2009 |       |

### Staffel 4
Die vierte Staffel umfasst 13 Folgen und wurde im US-amerikanischen Fernsehen vom 1. Juni bis zum 27. August 2010 auf Cinemax ausgestrahlt.
| Folge | Titel                        | Sendedatum    | Regie            |
| ----- | ---------------------------- | ------------- | ---------------- |
| 1     | Staying Power                | 1. Juni 2010  | Frederick Vaughn |
| 2     | After Party Girl             | 12. Juni 2010 | Frederick Vaughn |
| 3     | Finding Mr Right Now         | 19. Juni 2010 | Frederick Vaughn |
| 4     | Hot for Teacher              | 25. Juni 2010 | Frederick Vaughn |
| 5     | How Minx Got Her Groove Back | 2. Juli 2010  | Frederick Vaughn |
| 6     | Girls in Love                | 10. Juli 2010 | Frederick Vaughn |
| 7     | Let Me Seduce You            | 16. Juli 2010 | Frederick Vaughn |
| 8     | Come as You Are              | 23. Juli 2010 | Frederick Vaughn |
| 9     | CSI Coed                     | 30. Juli 2010 | Frederick Vaughn |
| 10    | It's Not What It Looks Like  | 7. Aug. 2010  | Frederick Vaughn |
| 11    | Future Sex                   | 13. Aug. 2010 | Frederick Vaughn |
| 12    | Performance Anxiety          | 21. Aug. 2010 | Frederick Vaughn |
| 13    | The Last Hurrah              | 27. Aug. 2010 | Frederick Vaughn |

## Solofolgen
| Folge | Titel            | Sendedatum    | Regie |
| ----- | ---------------- | ------------- | ----- |
| 1     | Horizontal Mambo | 12. Feb. 2010 |       |
| 2     | Bar Wars         | 31. Okt. 2010 |       |